# Наперстянка крупноцветковая
Наперстя́нка крупноцветко́вая (лат. Digitális grandiflóra) — многолетнее травянистое растение, вид рода Наперстянка (Digitalis) семейства Подорожниковые (Plantaginaceae) (ранее этот род относили к семейству Норичниковые).

## Ботаническое описание

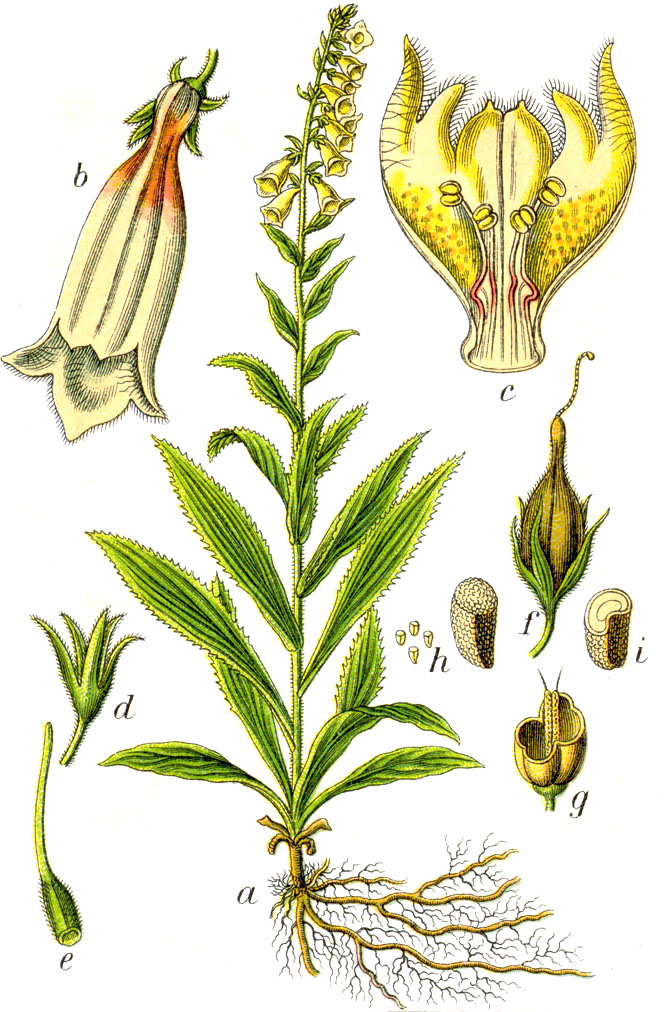

Корневище короткое, мочковатое, многоголовчатое.
Стебли 40—120 см высотой, прямые, простые, реже при основании кисти ветвистые, в верхней части покрыты желёзистыми волосками, в нижней — преимущественно длинными редкими волосками, в средней части голые или рассеянно волосистые.
Листья светло-зелёные, большей частью продоговато-ланцетные, заострённые, мелкопильчатые или цельнокрайные, снизу, особенно по жилкам и по краю, покрыты желёзистыми (на одноклеточной ножке и с двуклеточной головкой) и простыми (большей частью из шести клеток) волосками. Розеточные и нижние стеблевые листья 7—25 см длиной и 2—6,5 см шириной, продолговато-ланцетные, в основании постепенно оттянутые в короткий и широкий черешок. Средние стеблевые листья яйцевидно-ланцетные и большей частью сидячие. Верхние стеблевые листья сидячие, продолговато-ланцетные, около 4 см длиной и 1 см шириной, постепенно уменьшающиеся в размерах и переходящие в пазушные прицветники.
Цветки горизонтально отклонённые, поникающие, собраны в большей частью недлинную (6—25 см длиной) и редкую кисть. Цветоножки при цветках 2,5 мм длиной, при плодах 5—15 мм длиной, коротко желёзисто опушённые. Доли чашечки 4—7 мм длиной и 1—2 мм шириной, при плодах до 9 мм, ланцетные, острые, желёзистоволосистые. Венчик серно-жёлтый, на внутренней поверхности с буроватыми жилками, в сухом виде жёлтый или бурый, снаружи рассеянно желёзистоопушённый, 3—4 см длиной и 15—20 мм шириной, неправильно колокольчатый; верхняя губа неясно двулопастная, около 2 мм длиной, средняя лопасть нижней губы треугольная, быть может заострённая, 5—7 мм длиной, боковые лопасти треугольные, островатые, 2—3 мм длиной.
Коробочка 8—14 мм длиной, 5—8 мм шириной, яйцевидная, туповатая, густо покрыта волосками. Семена четырёхгранно-призматические, 0,8—1,2 мм длиной и около 0,5 мм шириной. Цветёт в июне — июле.
Вид описан из Европы.
|                                                |  |  |  |
| Слева направо: стебель, лист, соцветие, цветки |  |  |  |

## Распространение
Европа: Австрия, Бельгия, Чехия, Словакия, Германия, Венгрия, Польша, Швейцария, Албания, Болгария, страны бывшей Югославии, Греция, Италия, Румыния, Франция; территория бывшего СССР: Белоруссия, Эстония, Латвия, Литва, Молдавия, Европейская часть России, Украина; Азия: Западная Сибирь (юг), Турция.
Растёт в лиственных и смешанных лесах, на опушках и вырубках, часто на задернованных и каменистых склонах среди кустарников, реже на разнотравных лугах.

## Химический состав
Как и наперстянка шерстистая, наперстянка крупноцветковая содержит кардиотонические гликозиды (карденолиды), главные из них — дигиланиды (ланатозиды) А, В, С.